# Ebihal

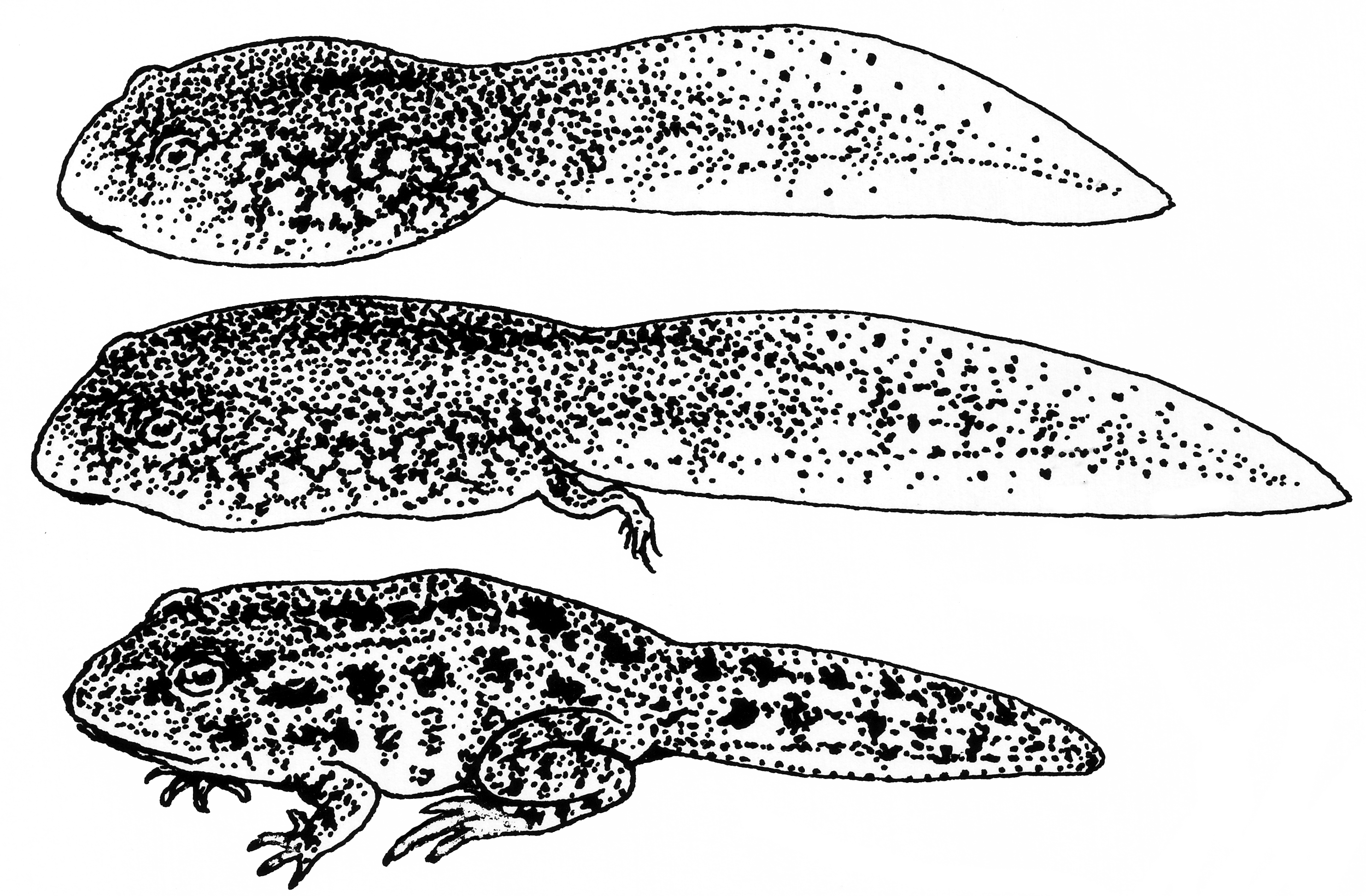
Béka ebihal fejlődésének három stádiuma

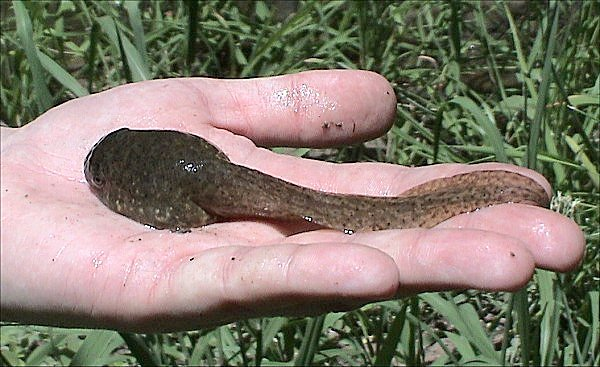
Az ökörbéka (Rana catesbeiana) nagy méretű ebihala

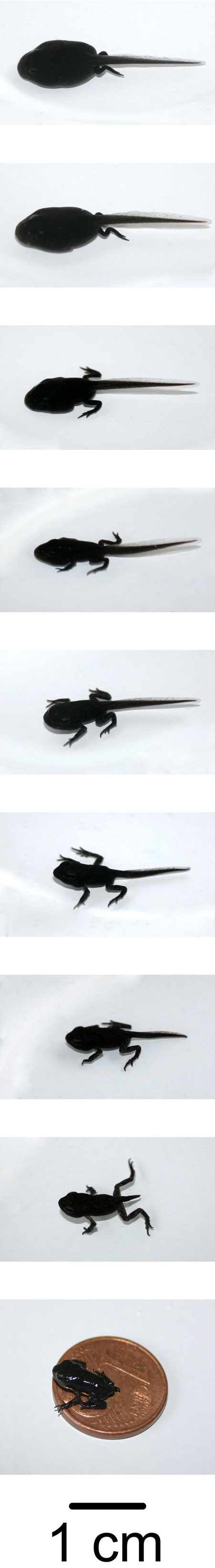
A barna varangy ebihalának fejlődése

Az ebihal az egyedfejlődésükben teljes átalakulással felnövekvő kétéltűek lárvaállapota. A köznyelv általában a békák ifjú egyedeire használja, mivel azok a leggyakoribbak, de éppígy ebihal a farkos kétéltűek lárvája is.

## Általános jellemzőik
A kétéltűek petéiből kopoltyús lárvák kelnek ki, többségükben vízhez kötöttek. A fésűs kopoltyúk nem hasonlítanak a halak belső kopoltyúihoz. Lényegében egy vérerekkel behálózott függelék a fej két oldalán, amely képes a gázcsere lebonyolítására. Ezek a szervek a felnőtté válás során elcsökevényesednek, végül teljesen elsorvadnak. Az ebihal-életszakasz második felében a fésűs kopoltyúk elsorvadásával párhuzamosan fejlődik a tüdő, és az ebihalak egyre gyakrabban jönnek fel a vízfelszínre levegőt venni.
Az ebihalak testfelépítésére jellemző dolog hogy a végtagok születéskor hiányoznak és hosszú evezőfarokkal rendelkeznek. A test alsó és felső középvonalában uszonyok vannak, ezek segítségével a halakhoz hasonló módon úszik. A farok egyúttal szikanyagtároló is. A szikanyag felélésével párhuzamosan a farok visszafejlődik, kialakulnak a lábak.
Az ebihalak többsége növényevő, algákat, moszatokat fogyasztanak. Vannak azonban mindenevők is, amelyek kannibálok is lehetnek. A kannibalizmus azonban viszonylag ritkán fordul elő, mert az ebihalak rajaiban általában azonos korú és méretű egyedek vannak.
A békaféléknél az ebihal állapot rendkívül változó időtartamú. A lapátlábúbéka-félék egyes fajainál 12 nappal, vagy a nádi varangy 17 nappal a kikelés után kimászik a szárazföldre, az ökörbéka (észak-amerikai kecskebéka) két-három évig is lehet ebihal.

## Kivételes tulajdonságú ebihalak
A kétéltűek minden faja petével szaporodik. Az elevenszülő békák és a szalamandrák között előfordul, hogy a pete már a petevezetékben kikel, ez esetben is ebihal születik. A szélsőségesen szárazföldhöz alkalmazkodott békáknál az is lehetséges, hogy a petéből kifejlett béka kel ki, ekkor az ebihal-állapot a petén belül zajlik le. Az erszényes békák ebihalaiknak speciális körülményeket biztosítanak, csakúgy mint az utódnevelésben általában jeleskedő levelibéka-félék több más faja is, mint például a nyálkahabot készítők, vagy a petéket lenyelő, és a gyomorban kiköltő fajok. Őket összefoglalóan Rheobatrachus néven nevezzük. A Rhinoderma darwinii a szájköltő békák közé tartozik.

## Ebihal nélküli kétéltűek
Egy esetben nincs ebihal állapota a kétéltűnek: ha teljes életét kopoltyús lárva formában éli le, és soha nem hagyja el a vizet. Ez esetben nem nevezzük ebihalnak a fiatal állatot, mivel semmi sem különbözteti meg a felnőtt állattól. Ilyen például a mexikói axolotl.

## Ragadozóik
A kétéltűek petéit és lárváit egyaránt a halak pusztítják leginkább. De emellett a vízimadarak és a nagyobb rovarlárvák is, mint például a szitakötők félelmetes lárvája.
Természetes ellenségeik mellett az emberi tevékenységek is veszélyeztetik őket, mivel a mocsarak lecsapolása, a vizekbe eresztett szennyező anyagok az élőhelyüket csökkentik. Emellett a halivadékok nevelésére szolgáló tavakban is rendszeresen irtják az ebihalakat, abból a téves meggyőződésből, hogy a halak élelemforrásait fogyasztják.